# Giro dell'Emilia 1975
Il Giro dell'Emilia 1975, cinquantottesima edizione della corsa, si svolse il 4 ottobre 1975 su un percorso di 233 km. La vittoria fu appannaggio dell'italiano Enrico Paolini, che completò il percorso in 6h03'00", precedendo i connazionali Felice Gimondi e Alfredo Chinetti.

## Ordine d'arrivo (Top 10)
| Pos. | Corridore          | Squadra            | Tempo    |
| ---- | ------------------ | ------------------ | -------- |
| 1    | Enrico Paolini     | Scic-Colnago       | 6h03'00" |
| 2    | Felice Gimondi     | Bianchi-Campagnolo | s.t.     |
| 3    | Alfredo Chinetti   | Furzi-F.T.         | s.t.     |
| 4    | Francesco Moser    | Filotex            | s.t.     |
| 5    | Italo Zilioli      | Magniflex          | s.t.     |
| 6    | Wladimiro Panizza  | Brooklyn           | s.t.     |
| 7    | Roger De Vlaeminck | Brooklyn           | s.t.     |
| 8    | Roberto Poggiali   | Filotex            | s.t.     |
| 9    | Costantino Conti   | Scic-Colnago       | s.t.     |
| 10   | Fausto Bertoglio   | Jollj Ceramica     | s.t.     |